# روبير عبد الله غانم
روبير عبد الله غانم (1939 -)، شاعر وفيلسوف ولاهوتي وصحفي لبناني. كاتب سياسي وناقد بنّاء لبناني. له مواقف وطنية جريئة دفاعاً عن لبنان وسيادته وكرامة شعبه. من أبرز الوجوه الفلسفية المعاصرة. رشح لجائزة نوبل في الأدب من قبل عدة مؤسسات إعلامية وثقافية لبنانية وعربية.

## نبذة
ولد ونشأ في بيت أدبي، وتتلمذ على يد والده الشاعر والصحافي عبد الله غانم. أكمل تعليمه في بيروت، ومارس الصحافة في عدد من المجلات والصحف اللبنانية. لا يزال يكتب الشعر حتى اليوم. مارس التدريس والصحافة وأصدر مجلّة «مرايا» الأدبية والفكرية والفلسفية. ساهم في إطلاق شهرة محمود درويش عندما كان رئيساً لتحرير المحلق الثقافي لجريدة الأنوار اللبنانية.

## أعماله
- سنوات الحزن.
- صديقتي الثورة.
- يا حرب جاء الحب.
- العصيان.
- موسوعة «أبعد من الفلسفة».
- أصدر مجلة «مرايا» عام 1982.

كما تولى رئاسة تحرير عدّة صحف ومجلات لبنانية وعربية من بينها: الصياد، الدبور، الأسبوع العربي.
حح

## إشارات مرجعية
1. ↑  روبير غانم، الشاعران اللبناني والفلسطيني صديقان بامتياز..لم يتلاقيا مرّة واحدة نسخة محفوظة 16 ديسمبر 2019 على موقع واي باك مشين.